# Trilogy (album de The Cure)
Pour les articles homonymes, voir Trilogy.
Trilogy est un double DVD live du groupe The Cure filmé lors de deux concerts donnés au Tempodrom de Berlin les 11 et 12 novembre 2002 et réalisé par Nick Wickham. Il est commercialisé le 3 juin 2003.
Le groupe joue l'intégralité des albums Pornography, Disintegration et Bloodflowers ainsi que deux titres en rappel et une introduction.
Les bonus proposent deux titres cachés ainsi que deux interviews du groupe dont une est cachée.
Avant les deux concerts de Berlin, un premier concert Trilogy a été donnée à Forest National à Bruxelles, le 7 novembre 2002.

## Liste des titres

### DVD 1
- 0- 100 Seconds (instrumental)

Pornography:
- 1- One Hundred Years
- 2- A Short Term Effect
- 3- The Hanging Garden
- 4- Siamese Twins
- 5- The Figurehead
- 6- A Strange Day
- 7- Cold
- 8- Pornography

Disintegration:
- 9- Plainsong
- 10- Pictures of You
- 11- Closedown
- 12- Lovesong
- 13- Last Dance
- 14- Lullaby
- 15- Fascination Street
- 16- Prayers for Rain
- 17- The Same Deep Water as You
- 18- Disintegration
- 19- Homesick
- 20- Untitled

Bonus: 2 morceaux cachés.

### DVD 2
Bloodflowers:
- 1- Out of This World
- 2- Watching Me Fall
- 3- Where The Birds Always Sing
- 4- Maybe Someday
- 5- The Last Day of Summer
- 6- There Is No If...
- 7- The Loudest Sound
- 8- 39
- 9- Bloodflowers

Rappel:
- 10- If Only Tonight We Could Sleep
- 11- The Kiss

Bonus: Interview de 25 minutes + interview cachée.

## Musiciens
- Robert Smith: chant, guitare, basse 6 cordes
- Simon Gallup: basse, basse 6 cordes
- Perry Bamonte: guitare, basse 6 cordes, claviers
- Roger O'Donnell: claviers, percussions
- Jason Cooper: batterie, percussions

## Certifications
Trilogy a reçu plusieurs certifications :
- Allemagne: vidéo d'or correspondant à 25 000 unités vendues[3],[4]
- Australie: vidéo d'or correspondant à 7 500 unités vendues[5],[6]
- Canada: vidéo de platine pour 10 000 exemplaires écoulés[7],[8].
- États-Unis: double vidéo de platine pour 200 000 ventes[9].